# Il mare colore del vino
Il mare colore del vino è una raccolta di racconti scritti da Leonardo Sciascia. Fu pubblicata in prima edizione nel 1973 da Einaudi. Secondo la nota scritta dall’autore in occasione della pubblicazione del libro tutti i “racconti sono stati scritti (...) tra il 1959 e il 1972.” Sempre secondo la stessa nota, i racconti si presentano “nell’ordine in cui sono stati pubblicati su giornali, riviste e antologie”. 
Tutti i racconti sono ambientati in Sicilia o hanno protagonisti siciliani, ad esclusione di Processo per violenza, le cui vicende hanno luogo nel Bergamasco. L'epoca di svolgimento delle trame prevalentemente è quella della Sicilia contemporanea, gli anni cinquanta e sessanta del Novecento. Ci sono, comunque, alcuni racconti che si collocano nel passato: Reversibilità al tempo della Sicilia prima dell'Unità d'Italia; Apocrifi sul caso Crowley nel ventennio del fascismo; in Eufrosina la trama si sviluppa nel Seicento.

## I racconti
Nel libro ci sono tredici racconti:
- Reversibilità. L’azione si svolge “qualche anno prima della fine del Regno delle Due Sicilie”, cioè nella decade dei cinquanta dell’Ottocento. Racconta il matrimonio tra Nicola Cirino, Procuratore Generale a Palermo, e Concettina Gueli, figlia di una ricca famiglia di Grotte.
- Il lungo viaggio. È la storia di un gruppo di uomini che si imbarcano in Sicilia, “tra Gela e Licata” per emigrare in America e in questo viaggio investono tutti i loro averi. Dopo giorni di navigazione vengono sbarcati di notte su una costa che poi scopriranno essere ancora siciliana.
- Il mare colore del vino. Su un treno in partenza da Roma con destinazione Agrigento, s’incontrano l’ingegnere Bianchi, trentottenne, continentale che si sta trasferendo in Sicilia per lavoro, e la famiglia del professore Micciché, che è stata invitata a un matrimonio. La famiglia si compone di due maschietti, la moglie e una nipote ventenne, affidata al professore per il viaggio di ritorno in Sicilia. Sarà un viaggio difficoltoso e rumoroso, ma gli consentirà di conoscere la Sicilia prima di arrivarvi.
- L’Esame. Il signore Blaser, rappresentante di un’azienda svizzera, gira la Sicilia cercando manodopera femminile da assumere nell'azienda. Viaggia in compagnia di un autista siciliano che talvolta intercede per qualche ragazza, ma inutilmente, lo svizzero è inflessibile. Un giorno capita di andare in V., “paese isolato dentro un vasto territorio arido, paese di feudi orma tarlati dagli scorpori e di mafia tutta rigogliosa”, dove si trova di fronte ad una richiesta opposta: quella di non assumere una ragazza.
- Giufà. Giufà va a caccia; confondendo il cappello di un cardinale con un uccello, spara al cardinale. Ucciso, lo porta a la mamma per cucinarlo. Dopo la sgridata della mamma, Giufà getta il corpo del cardinale in un suo pozzo. Gli sbirri del posto, alla ricerca del cardinale scomparso, sentono il fetore nel pozzo. Siccome nessuno di loro vuole scendere nel pozzo, Giufà si offre. Una volta sceso, invece di legare il corpo del cardinale, lega un montone che aveva precedentemento gettato nel pozzo.
- La Rimozione. Michele Tricò, noto comunista di un paesino siciliano, rincasa alle otto della sera. Non trovando sua moglie in casa, inizia a cercarla e la trova in chiesa insieme ad altre donne del paese, per impedire all’arciprete di portar via della chiesa la statua di Santa Filomena, santa protettrice del paese.
- Filologia. Prima di comparire davanti ad una commissione di inchiesta sulla mafia, due uomini collegati all'organizzazione criminale discutono dell’origine e  senso della parola 'mafia', con l'obiettivo di creare confusione durante l'interrogatorio.
- Gioco di società. Una donna riceve in casa il sicario che il marito ha inviato per ucciderla; ma la donna, al corrente delle intenzioni del marito grazie ad una agenzia di investigazioni da lei incaricata, ha un’altra proposta per il giovane sicario.
- Un caso di coscienza. Sul treno di ritorno da Roma al proprio paese in Sicilia, casualmente un avvocato legge in una rivista femminile una lettera di una donna sua compaesana ad un sacerdote in cui confessa di avere tradito il marito anni prima con un suo parente e chiede consiglio se debba confessare il tradimento ormai superato al marito. L'avvocato diffonde l’articolo tra i suoi conoscenti e tutti si chiedono se possano essere loro i mariti dell'adultera.
- Apocrifi sul caso Crowley. L'occultista britannico Aleister Crowley abitò davvero a Cefalù nei primi anni del governo Mussolini, che decretò la sua espulsione nel 1925. Il racconto ricostruisce i fatti e immagina i rapporti fra Mussolini e il capo della polizia di Cefalù riguardo alle attività dell'occultista.
- Western di Cose Nostre. L’azione si svolge in “un grosso paese, quasi una città, al confine tra le province di Palermo e Trapani” durante la Prima Guerra Mondiale. Due gruppi mafiosi in contesa subiscono numerosi omicidi tra i propri membri; ma forse non vittime della faida tra cosche ma della vendetta per un amore contrastato.
- Processo per violenza. Il racconto ricostruisce attraverso gli atti dei processi due omicidi avvenuti nel dicembre 1870 a Bottanuco, nel Bergamasco: una quattordicenne uccisa dopo essere violentata e una giovane, madre di due bambini.
- Eufrosina. A Palermo, nella fine del Cinquecento, il viceré Marcantonio Colonna “s’invaghisce di Eufrosina, moglie di Calcerano Corbera”, rampollo di una famiglia della nobiltà siciliana.

## Edizioni
- Leonardo Sciascia: Il mare colore del vino, Einaudi, Torino 1973
- Leonardo Sciascia; Il mare colore del vino: tre racconti, a cura di Carmine Chiellino, E. Klett, Stuttgart 1992
- Leonardo Sciascia, Il mare colore del vino, Adelphi Edizioni, Milano 1996
- Leonardo Sciascia  Il mare colore del vino, trascritto in braille a cura della Biblioteca italiana per i ciechi Regina Margherita, Monza 1998
- Leonardo Sciascia; Il mare colore del vino, a cura di Maria Rita Petrella, Adelphi; Milano: La Nuova Italia,\Scandicci 2000
- Leonardo Sciascia, Opere: 1956-1971, a cura di Claude Ambroise, Classici Bompiani, Milano 2000
- Leonardo Sciascia; Il mare colore del vino letto da Enrico Lo Verso, Full Color Sound, Roma 2015
- Leonardo Sciascia, Il mare colore del vino, Gedi, Torino 2021